# Julemærke (frimærke)
 For alternative betydninger, se Julemærke. (Se også artikler, som begynder med Julemærke)
Julemærke er et klæbemærke, som man kan påklistre sine postforsendelser i forbindelse med juleposten. I Danmark udgives der årligt et nye julemærke af Julemærkefonden. Overskuddet fra salget af julemærker bruges til at drive fem julemærkehjem, som tager sig af børn med problemer, f.eks. overvægt og mobning. I USA går pengene fra salg af julemærker til bekæmpelse af lungesygdomme.
Det første julemærke i verden var dansk og blev udsendt den 6. december 1904 efter idé af postassistent, senere postmester Einar Holbøll. Det blev oprindeligt opfundet for at samle penge ind til børn med sygdommen tuberkulose.
Det danske julemærke er dog ikke det første mærke udgivet i anledning af julen, et canadisk frimærke fra 1898 nævner ligeledes julen. Dette mærke var dog et regulært frimærke, og således ikke et julemærke.

## Historie
Julemærket var oprindeligt et 2-øres mærke, der fra 1. december til 6. januar forhandledes fra alle postkontorer i Danmark, og som kunne anbringes på postforsendelser i velgørende øjemed. Ideen skyldes den danske postmester Einar Holbøll, der gik ud fra, at et julebrev var af en sådan natur, at det kunne tåle at få en særlig ekstrabetaling pålagt, idet det ikke i sig selv var gyldigt som postfrankering. Tanken førtes første gang ud i livet i julen 1904 og indbragte et nettooverskud på omkring 67.000 kroner og er senere fortsat hver jul med stadigt stigende udbytte.
Salget af julemærker indbragte omkring 1922 allerede omkring 200.000 kr om året, og årenes samlede sum i det mellemliggende år beløb sig til over 2 mio. kroner, hvilket efter datidens forhold var en meget stor sum. Pengene blev anvendte til opførelse af Julemærke-sanatoriet ved Kolding, som blev skænket til Nationalforeningen til Tuberkulosens Bekæmpelse. Julemærke-komitéen drev i 1922 tre rekonvalescenthjem for børn, de såkaldte julemærkehjem, beliggende i Svendborg, Mørkøv og Juelsminde. Desuden havde flere filantropiske foretagender, der var knyttet til børn, fået understøttelse af julemærke-pengene.
Andre lande har optaget ideen. Over Sverige og Norge gik det sin sejrsgang over store dele af verden, lige som overhovedet ideen med velgørenhedsmærker er blevet rigt udnyttet, navnlig under 1. verdenskrig til lindring af den opståede nødstilstand. Som eksempel på, hvilke summer julemærker kunne indbringe, kan nævnes, at i Schweiz indsamlede det 4 à 500.000 franc. om året, og tuberkulose-instituttet i USA indbragte det i 1922 omkring 4 mio. $ om året. I alt havde salg af julemærker i USA givet et udbytte af omkring 19 mio. $ allerede i 1922.